# Ichikawa
Ichikawa (jap. 市川市 Ichikawa-shi) – miasto w Japonii, na głównej wyspie Honsiu (Honshū), na wschód od Tokio, w prefekturze Chiba. Ma powierzchnię 57,45 km². W 2020 r. mieszkały w nim 496 943 osoby, w 242 251 gospodarstwach domowych  (w 2010 r. 474 926 osób, w 220 473 gospodarstwach domowych).

## Położenie
Miasto leży w północnej części prefektury Chiba nad Zatoką Tokijską.
Graniczy z miastami:
- Tokio
- Urayasu
- Funabashi
- Matsudo
- Kamagaya

## Gospodarka
W mieście rozwinął się przemysł metalowy, włókienniczy, spożywczy oraz środków transportu.

## Miasta partnerskie
- Stany Zjednoczone: Gardena
- Niemcy: Rosenheim
- Chiny: Leshan
- Indonezja: Medan